# Il giardino delle parole
Il giardino delle parole (言の葉の庭?, Kotonoha no niwa) è un film d'animazione del 2013 diretto da Makoto Shinkai.
Miyu Irino e Kana Hanazawa sono i doppiatori dei due personaggi principali e le canzoni sono di Kashiwa Daisuke che sostituisce Tenmon, compositore della maggior parte delle musiche per i film precedenti di Shinkai. La colonna sonora, Rain, scritta e interpretata da Senri Oe nel 1988, è stata riarrangiata e interpretata da Motohiro Hata appositamente per il film.
L'etichetta J-Pop di Edizioni BD, ha portato in Italia la light-novel dell'opera.

## Trama

L'incontro di Takao e della signorina Yukari

Takao è uno studente di 15 anni della scuola superiore che sogna di diventare un calzolaio. Abitualmente, nei giorni di pioggia, marina la scuola per dirigersi verso un giardino in stile giapponese dove, con la solitudine assicurata dalla pioggia, può dedicarsi alla sua passione: disegnare modelli di scarpe. Un giorno nel parco incontra una giovane donna misteriosa, che cita i versi di un tanka; successivamente, e spontaneamente, i due iniziano a vedersi più e più volte, ma sempre e solo nei giorni di pioggia. Ad ogni incontro si aprono sempre più l'uno verso l'altra, ma la fine della stagione delle piogge e l'inizio dell'estate segna il termine dei loro incontri. Takao è deciso a realizzare un paio di scarpe apposta per lei e inizia a lavorarci. 
All'inizio del nuovo anno scolastico, mentre Takao cammina con i suoi amici a scuola, scopre la vera identità della donna misteriosa: si tratta di Yukari Yukino, un'insegnante del suo liceo della quale si era innamorato il fidanzato di una studentessa, creando una situazione incresciosa a scuola. Il problema per Takao è che anche lui adesso si rende conto di provare per la donna una forte attrazione, che le confessa dopo una giornata trascorsa insieme. Yukari allora mostra di prendere le distanze, rivelandogli la decisione di ritornare nella sua zona d'origine. Takao, offeso, pensa che lei gli abbia sempre mentito, trattandolo come un adolescente senza importanza. Il colloquio finale tra i due rivela invece la gratitudine della professoressa verso lo studente per averla aiutata, inconsapevolmente, a superare i traumi passati. La scena post titoli di coda, mostra Takao raggiungere ancora una volta il luogo dove in passato si incontrava con Yukari. Con sé ha le scarpe realizzate per lei e le lascia nel posto dove solitamente era seduta la giovane donna: la promessa è che un giorno la raggiungerà. 

## Personaggi
Takao Akizuki (秋月 孝雄?, Akizuki Takao)
È uno studente di 15 anni che inizia a frequentare le scuole superiori e sogna di diventare uno stilista di scarpe. Vive con il fratello maggiore e la madre, la quale tuttavia si assenta per lunghi periodi. È un ragazzo introverso, e lo si vede parlare solo con pochissimi amici e con Yukari. Vive da solo, quindi è costretto a fare più di un lavoro: deve provvedere a pagare le spese di casa, i materiali da lavoro e la retta della futura scuola. Quando piove si reca di solito in un giardino pubblico a disegnare modelli di scarpe, posto in cui incontra per la prima volta la misteriosa Yukari. I due, ogni volta che piove, continuano in seguito a trovarsi in quel giardino.
Yukari Yukino (雪野 百香里?, Yukino Yukari)
È una strana donna di 27 anni, solita frequentare, nei giorni di pioggia, lo stesso giardinetto pubblico in cui si reca spesso Takao. Inizialmente non vengono rivelate molte informazioni su questo personaggio, a parte il fatto che per qualche motivo passa le sue giornate al parco a bere birra e mangiare cioccolato. Nel corso del film si scopre che Yukari è in realtà un'insegnante che lavora proprio nello stesso Istituto Superiore frequentato da Takao, ma a causa della sua bellezza aveva attirato l'attenzione di molti ragazzi, provocando il disappunto delle rispettive fidanzate/studentesse dello stesso liceo. Per evitare ulteriori problemi aveva lasciato l'insegnamento. Alla fine della vicenda, grazie al coraggio che Takao riesce a infonderle, ricomincia ad insegnare.

## Produzione
Il film è stato prodotto da Comix Wave Films.

## Distribuzione
Il film è stato presentato al Gold Coast Film Festival in Australia il 28 aprile 2013 e distribuito nelle sale cinematografiche giapponesi dal 31 maggio 2013. È stato proiettato insieme ad un cortometraggio animato intitolato Someone's Gaze (だれかのまなざし?, Dareka no manazashi).
Sentai Filmworks ha acquistato i diritti per la distribuzione del film nel Nord America.
In Italia i diritti sono stati acquistati da Dynit, che ne ha annunciato l'acquisizione durante il Lucca Comics & Games 2013. Il film è stato proiettato nei cinema italiani, insieme ad uno speciale making of e al cortometraggio Dareka no manazashi, nell'unica data di mercoledì 21 maggio 2014, grazie al progetto Nexo Anime di Dynit e Nexo Digital.